# Divnyj sad
Divnyj sad (Дивный сад) è un film del 1935 diretto da Lazar' Samojlovič Frenkel'.